# Pontifici Institut de Música Sacra
El Pontifici Institut de Música Sacra (PIMS), en llatí Pontificium Institutum Musicae Sacrae, és una institució d'educación superior de l'Església Catòlica ubicada a Roma i depenent de la Santa Seu, especialment dedicada a l'estudi de la música sacra, que va ser fundada per Pius X el 1910, amb la denominació d'Escola Superior de Música Sacra.

## Història
Funcionant en un primer moment com a escola, aquesta va ser oberta el 3 de gener de 1911. El 10 de juliol de 1914 l'escola fou declarada per la Secretaria d'Estat com a Pontificia, i se li concedí a la facultat de conferir títols acadèmics. El 16 d'octubre de 1914 Benet XV la va traslladar, de l'antiga seu a la via de Mascherone, al Palau de Sant Apolinar. El 22 de novembre de 1922 Pius XI li atorgà estatuts propi, confirmant la seva dependència directa de la Seu Apostòlica. El 1931 l'Escola, anomenada ja Pontifici Institut de Música Sacra, va ser inclosa entre les universitats i facultats pontifícies. Durant els ans cinquanta Pius XII recomanà vivament l'assistència als seus cursos. El 1958, la Congregació pel Culte Diví i la Disciplina dels Sagraments va assenyalar la primacia de l'Institut romà respecte a altres institucions similars. El 1961 Joan XXIII lloà la tasca realitzada. El 1963 Pau VI va instituir la Consorciatio Internationalis Musicae Sacrae, la secretaria de la qual té la seu a l'Institut. En 1983 Joan Pau II va assignar a l'Institut l'edifici de l'Abadia pontifical de sant Jeroni a Roma, on, a partir de el curs 1984-1985 es desenvolupa la actitividad didàctica i litúrgica.

## Funcions i objectius
El Pontifici Institut de Música Sacra de Roma, en qualitat d'institució acadèmica i científica erigida per la Seu Apostòlica, gaudeix de personalitat jurídica pròpia i es regeix per les normes de dret canònic, pels seus estatuts propis aprovats per la Santa Seu i per les normes aprovades mitjançant el Consell Acadèmic. Facultada per la Seu Apostòlica confereix els graus acadèmics de Batxillerat, Llicenciatura, Doctorat i Màster.
L'Institut té com a finalitats: ensenyar les disciplines litúrgic-musicals des del punt de vista pràctic, teòric i històric; promoure el coneixement i la difusió de el patrimoni tradicional de la música sacra i afavorir les expressions artístiques adequades a les actuals cultures; prestar, per encàrrec de l'Església mare de Roma, un servei a les Esglésies locals de tot el món per a la formació de músics d'església i de futurs professors en l'àmbit de la música sacra.

## Alguns directors catalans
El destacat musicòleg català Higini Anglès fou el seu director entre els anys 1947 i 1969.
El prevere de Sant Martí de Sesgueioles i canonge de la Basílica de Santa Maria Major del Vaticà Valentí Miserachs i Grau va dirigir la institució entre els anys 1995 i 2012.